# Парламентские выборы в Пакистане (2002)
Всеобщие выборы в Пакистане прошли 10 октября 2002 года, на них избирались депутаты Национальной ассамблеи и провинциальных ассамблей. Голосование проходило под усиленным контролем военного правительства Первеза Мушаррафа, захватившего власть в результатте военного переворота в октябре 1999 года. Особенностью этих выборов была многопартийность, которая закончила эру двухпартийной системы, в которой главными были ПНП и ПМЛ (Н). Новая либеральная партия ПМЛ (К), поддерживавшая президента Мушаррафа, вышла в основные партии. 

## Результаты
| Партия                                | Голоса     | %    | Места |
| ------------------------------------- | ---------- | ---- | ----- |
| Пакистанская мусульманская лига (К)   | 7 613 411  | 25,7 | 126   |
| Пакистанская народная партия          | 7 632 708  | 25,8 | 81    |
| Муттахида маджлис-э-амаль             | 3 349 436  | 11,3 | 63    |
| Пакистанская мусульманская лига (Н)   | 2 790 747  | 9,4  | 19    |
| Движение Муттахида Кауми              | 918 555    | 3,1  | 17    |
| Национальный альянс                   | 1 363 814  | 4,6  | 16    |
| Пакистанская мусульманская лига (Ф)   | 328 137    | 1,1  | 5     |
| Пакистанская мусульманская лига (Дж)  | 212 749    | 0,7  | 3     |
| Партия пакистанского народа (Sherpao) | 98 638     | 0,3  | 2     |
| Пакистанская мусульманская лига (З)   | 87 394     | 0,3  | 1     |
| Прочие партии                         | -          | -    | 6     |
| Независимые                           | -          | -    | 3     |
| Всего (Явка 41,8 %)                   | 29 572 712 | 100  | 342   |